# Janine Wisslerová
Janine Wisslerová (* 23. května 1981 Langen) je německá politička, jedna ze dvou předsedkyň strany Die Linke a poslankyně zemského sněmu spolkové země Hesensko.
Po střední škole pracovala v rodinném železářství a byla asistentkou poslance Wernera Dreibuse. Vystudovala politologii na Goetheho univerzitě ve Frankfurtu nad Mohanem. V roce 2004 stála u zrodu strany Arbeit & soziale Gerechtigkeit - Die Wahlalternative, která se v roce 2007 sloučila s Die Linkspartei.PDS do strany Die Linke. V lednu 2008 byla na její kandidátce zvolena do hesenského zemského sněmu. Od roku 2011 vede frankfurtskou stranickou organizaci a neúspěšně kandidovala na starostku města. V roce 2019 se stala předsedkyní sněmovního výboru pro hospodářství, energii, dopravu a bydlení.
V roce 2020 obdržela maily, v nichž jí pravicoví extrémisté vyhrožovali smrtí. V průběhu vyšetřování se objevily indicie o napojení pachatelů na policejní kruhy.
V únoru 2021 byly na sjezdu Die Linke spolu se Susanne Hennigovou zvoleny jako předsednická dvojice strany. Ve volbách získala 84,2 % hlasů.
Hlásí se k trockismu, označuje kapitalismus za nelidský systém a byla v médiích kritizována za své aktivity v radikálně levicových organizacích Linksruck, ver.di a Attac. Požaduje zvláštní zdanění nejbohatších, které by bylo použito ke zmírnění sociálních dopadů pandemie covidu-19. Podle svých slov bude prosazovat ukončení účasti Bundeswehru v zahraničních misích a rozpuštění Severoatlantické aliance. Ke prioritám své politické činnosti řadí také boj s klimatickou krizí.
Fandí fotbalovému klubu Eintracht Frankfurt.